# Xã Rock Prairie, Quận Dade, Missouri
Xã Rock Prairie (tiếng Anh: Rock Prairie Township) là một xã thuộc quận Dade, tiểu bang Missouri, Hoa Kỳ. Năm 2010, dân số của xã này là 980 người.